# きょしちょう座DS星
きょしちょう座DS星とは、地球からきょしちょう座の方向に約44.12パーセク離れた場所に位置する恒星である。

## 概要
| 太陽 | きょしちょう座DS星A |
| ---- | ------------------- |
| 太陽 | Exoplanet           |

| 太陽 | きょしちょう座DS星B |
| ---- | ------------------- |
| 太陽 | Exoplanet           |

南半球の星座きょしちょう座の恒星であるきょしちょう座DS星はAとBからなる連星系であり、AはG型の太陽と類似した恒星である。BはK型で太陽より小さい。この2つは240天文単位離れている。きょしちょう座DS星系は年齢が4000万年程度の恒星が集まっているきょしちょう座・とけい座アソシエーションに属していることが知られている。HD 222259、TIC 410214986、TOI-200等の別名を持つ。

## 惑星系

### 概要
| 名称 （恒星に近い順） | 質量                 | 軌道長半径 （天文単位） | 公転周期 (日)  | 軌道離心率 | 軌道傾斜角       | 半径             |
| --------------------- | -------------------- | ----------------------- | -------------- | ---------- | ---------------- | ---------------- |
| b                     | 0.088+0.11 −0.041 MJ | 0.0795±0.003            | 8.138268±1e-05 | —          | 89.5+0.41 −0.34° | 0.5085±0.0152 RJ |

2019年、TESSによるトランジット法を用いた観測できょしちょう座DS星Aに1つの太陽系外惑星きょしちょう座DS星Abが発見された。主星の年齢は4000万年とされており、1億年未満の年齢の恒星が主星である既知の10の惑星の1つである。そのような惑星としてはケプラー宇宙望遠鏡によって発見されたK2-33bやEPIC205117205.01等が知られている。他にはおうし座V830星bが知られており、この惑星の主星の年齢は200万年より若いとみられている。
この惑星はA星の周囲を約8.14日の公転周期で公転しており、大きさは地球の約5.6倍である。これは、海王星型惑星と木星型惑星の中間に位置する。質量は地球の約20倍程度とされているが、惑星が膨張していれば質量はその値より小さいとみられる。ドップラー分光法による観測では、上限の質量が0.94木星質量であるという値を得られた。
| 木星 | きょしちょう座DS星Ab |
| ---- | -------------------- |
| 木星 | Exoplanet            |

### 特性
恒星風の影響によって大気が流出している可能性が示されている。主星が明るいことから、透過光分光法による大気観測が可能であるかもしれない。CHEOPSによる観測できょしちょう座DS星Abが特性評価のターゲットとなった。
きょしちょう座DS星Abは軸から約12°傾いて恒星の周囲を公転していることが知られている。太陽系に存在する惑星は僅かに傾いて公転しているが、連星系の恒星の周囲で形成される惑星の場合、このような惑星系は非常に珍しい存在である。